# Bùi Ngọc Long
Bùi Ngọc Long (sinh ngày 6 tháng 10 năm 2001) là một cầu thủ bóng đá Việt Nam thi đấu ở vị trí tiền vệ cánh trái cho câu lạc bộ bóng đá Thành phố Hồ Chí Minh tại giải bóng đá Vô địch Quốc gia Việt Nam.

## Sự nghiệp
Bùi Ngọc Long được đào tạo trẻ tại học viện của Thể Công – Viettel, trước khi chuyển sang lò đào tạo trẻ của Than Quảng Ninh năm 2020. Anh ra mắt chính thức vào ngày 18 tháng 3 năm 2021 trong trận thua 0-1 trước Sông Lam Nghệ An. Sau khi Than Quảng Ninh giải thể vào cuối mùa giải 2021, anh gia nhập câu lạc bộ bóng đá Sài Gòn.
Ngày 24 tháng 1 năm 2022, anh cùng với người đồng đội Nguyễn Văn Sơn sang Nhật Bản đầu quân cho câu lạc bộ Azul Claro Numazu tại J3 League theo hợp đồng cho mượn.
Anh trở thành cầu thủ tự do sau khi hết hạn hợp đồng với Azul Claro Numazu và trở về nước do câu lạc bộ bóng đá Sài Gòn giải thể. Tháng 3 năm 2023, anh ký hợp đồng với câu lạc bộ bóng đá Thành phố Hồ Chí Minh. Ngày 28 tháng 2 năm 2024, anh ký gia hạn hợp đồng đến hết mùa giải 2025–26.

## Thống kê sự nghiệp
Tính đến ngày 9 tháng 3 năm 2024
| Câu lạc bộ               | Mùa giải | Giải vô địch | Giải vô địch | Giải vô địch | Cúp  | Cúp | Giải châu lục | Giải châu lục | Khác | Khác | Tổng | Tổng |
| Câu lạc bộ               | Mùa giải | Hạng         | Trận         | Bàn          | Trận | Bàn | Trận          | Bàn           | Trận | Bàn  | Trận | Bàn  |
| ------------------------ | -------- | ------------ | ------------ | ------------ | ---- | --- | ------------- | ------------- | ---- | ---- | ---- | ---- |
| Than Quảng Ninh          | 2021     | V.League 1   | 4            | 0            | 0    | 0   | —             | —             | 0    | 0    | 4    | 0    |
| Sài Gòn                  | 2022     | V.League 1   | 0            | 0            | 0    | 0   | —             | —             | 0    | 0    | 0    | 0    |
| Azul Claro Numazu (mượn) | 2022     | J3 League    | 2            | 0            | 0    | 0   | —             | —             | 0    | 0    | 2    | 0    |
| Thành phố Hồ Chí Minh    | 2023     | V.League 1   | 5            | 0            | 0    | 0   | —             | —             | —    | —    | 5    | 0    |
| Thành phố Hồ Chí Minh    | 2023–24  | V.League 1   | 13           | 1            | 1    | 0   | —             | —             | —    | —    | 14   | 1    |
| Thành phố Hồ Chí Minh    | Tổng     | Tổng         | 18           | 1            | 1    | 0   | 0             | 0             | 0    | 0    | 19   | 1    |
| Tổng                     | Tổng     | Tổng         | 24           | 1            | 1    | 0   | 0             | 0             | 0    | 0    | 25   | 1    |